# المجلس الأمريكي الإيراني
المجلس الأمريكي الإيراني (AIC) مجلس تأسس في عام 1990 كمؤسسة فكرية ثنائية الحزب مقرها الولايات المتحدة تركز على تعزيز العلاقات الأفضل بين الولايات المتحدة وإيران. وكان وزير الخارجية الأمريكي الأسبق سايروس فانس هو الرئيس الفخري الأصلي للمنظمة. إن المجلس هو منظمة بحثية وتعليمية أكاديمية يُركز على تحسين الحوار بين بلدين غالبًا ما يفشلان في مراعاة المفاهيم الخاطئة وسوء الفهم والتشخيصات الخاطئة. يسعى المجلس إلى مساعدة صناع السياسات وكذلك المواطنين المعنيين على أن يصبحوا على دراية أفضل بالمصالح المشتركة بين البلدين.

## الأهداف والرسالة
صُنف المجلس كمنظمة غير ربحية وغير حزبية وغير سياسية وغير طائفية بموجب المادة 501(c)(3) ومقره في برينستون في ولاية نيو جيرسي. يركز المركز بشكل عام على العمل على المستويات الوطنية والدولية للسياسة العامة، كما يشارك بشكل متزايد في مساعدة المواطنين الإيرانيين الأميركيين في الولايات المتحدة على التعبير عن أصواتهم ومخاوفهم وسماعها.[بحاجة لمصدر]
يسترشد المرشد بالقيم الأساسية - (أ) الحقيقة، (ب) الفهم، (ج) الحوار و (د) المشاركة - ولكي تتمكن المنظمة من تعزيز وحماية هذه القيم، يساعد المركز في تحويلها إلى مبادئ أكثر تحديدًا. وتؤمن المنظمة بالدقة الفكرية والعملية، والتحقيق الحر والمفتوح وغير الحزبي، والمساءلة الكاملة والشفافية، والمعالجة العادلة والمتوازنة للقضايا، وتعزيز أخلاقيات الخدمة العامة، والمشاركة الواسعة لأولئك الذين يرغبون في المشاركة، وتعزيز القواسم المشتركة والمصالح المتبادلة.[بحاجة لمصدر]

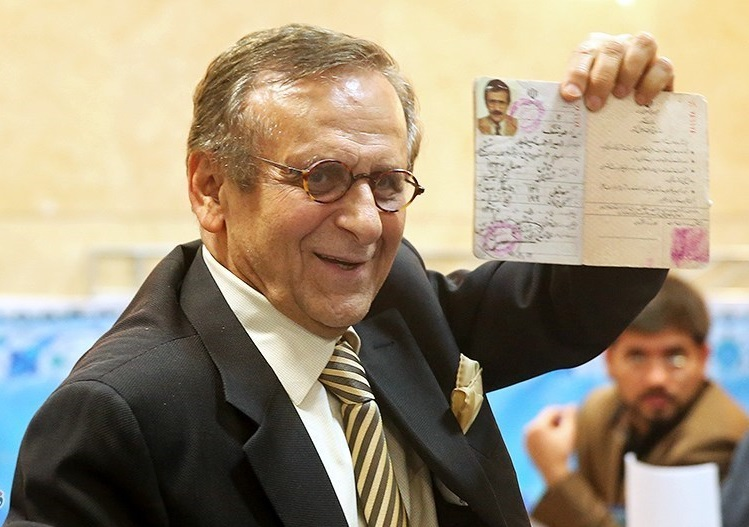
هوشنك أمير أحمدي يسجل نفسه مرشحًا للانتخابات الرئاسية للجمهورية الإسلامية الإيرانية لعام 2017

## روابط خارجية
- الموقع الرسمي لـ AIC
- بيان صحفي لشبكة PBS FRONTLINE
- العراق في العلاقات الأمريكية الإيرانية